# Pérez Bonalde (metro de Caracas)
Pérez Bonalde es una estación de la Línea 1 del Metro de Caracas que se ubica en el Bulevar de Catia en la urbanización del mismo nombre donde se encuentra la estación.

## Características
Es la primera de las tres que cruzan el Boulevard de Catia, se tuvo que cavar desde la Avenida Bolívar hasta el Bulevar de Catia en 1977, fue inaugurada el 2 de enero de 1983 se encuentra a pocos metros de la Plaza Pérez Bonalde, se puede ir caminando a Propatria o Plaza Sucre o ir en subterráneo.

## Salidas
Posee tres salidas todas en el mismo lugar.